# Mariä Himmelfahrt (Lauchdorf)

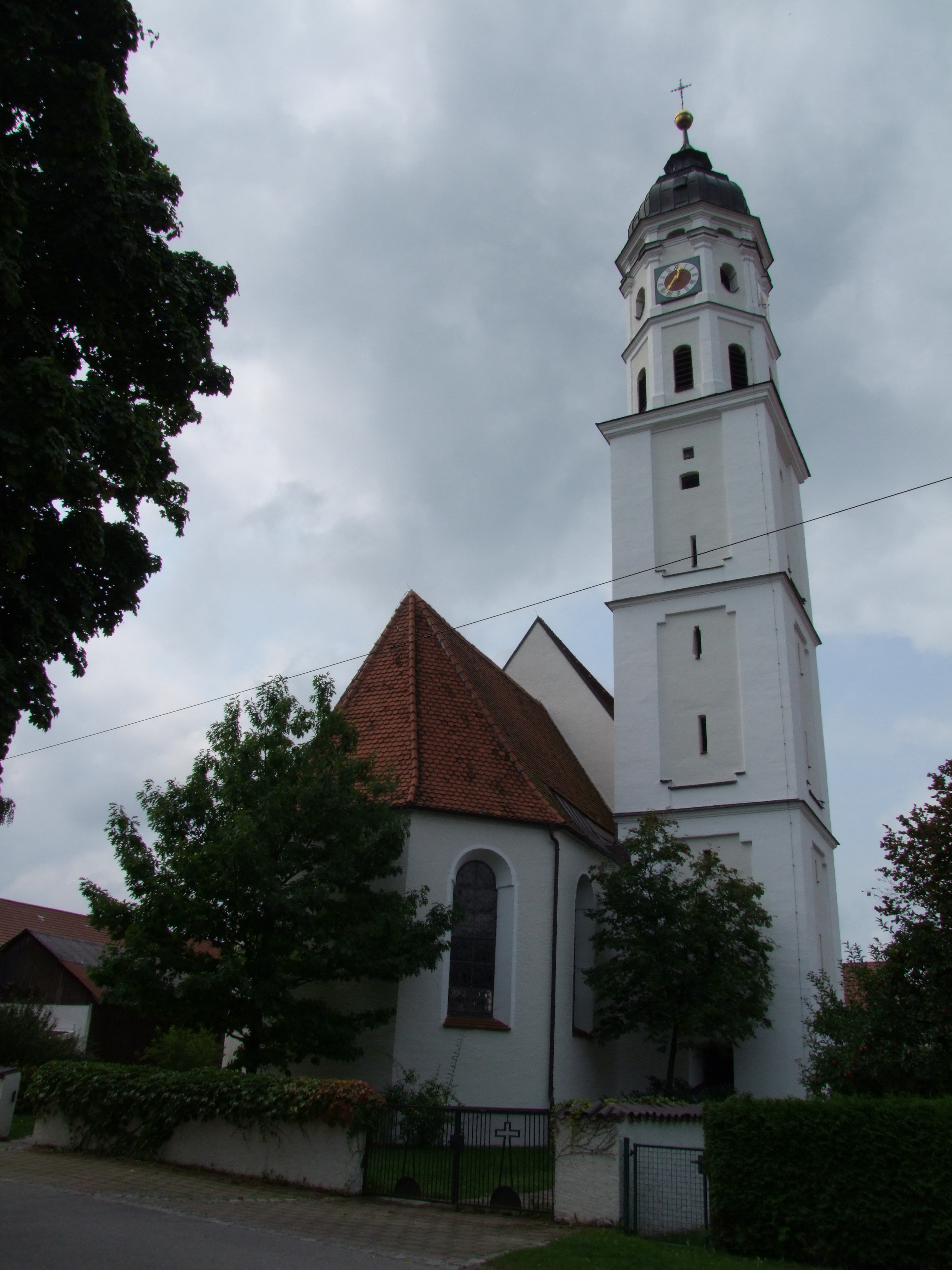
Mariä Himmelfahrt in Lauchdorf

Die römisch-katholische Pfarrkirche Mariä Himmelfahrt steht in Lauchdorf, einem Gemeindeteil von Baisweil im schwäbischen Landkreis Ostallgäu in Bayern. Das Bauwerk ist in der Liste der Baudenkmäler in Baisweil als Baudenkmal unter der Nummer D-7-77-114-13 eingetragen. Die Kirche gehört zum Dekanat Kaufbeuren des Bistums Augsburg.

## Beschreibung
Die Saalkirche besteht aus einem Langhaus, von dem die wesentlichen Teile der spätgotischen Vorgängerkirche von 1517 erhalten blieben, einem eingezogenen, dreiseitig geschlossenen Chor im Osten, der um 1700 erneuert wurde, der Sakristei an der Südwand und einem Chorflankenturm an der Nordwand, von dem die unteren Geschosse vom Vorgängerbau stammen. Er wurde 1740 mit zwei achteckigen Geschossen aufgestockt, das untere enthält den Glockenstuhl, das obere die Turmuhr, und mit einer Welschen Haube bedeckt. 
Der Innenraum des Langhauses ist mit einer Flachdecke überspannt, der des mit Pilastern gegliederten Chors mit einem Stichkappengewölbe. Die Fresken im Chor, auf denen u. a. die Himmelfahrt Mariens dargestellt ist, stammen aus der Mitte des 18. Jahrhunderts. Der Hochaltar mit dem Marienbildnis auf dem Altarretabel wurde 1490 von Ivo Strigel gebaut. Die Deckenmalerei im Langhaus hat 1868 Max Bentele geschaffen. 1902 wurde die Kirchenausstattung neuromanisch erneuert.